# Gwerthrynion
Gwerthrynion est ancien un petit royaume du centre du pays de Galles compris entre le royaume de Powys au nord le royaume de Ceredigion à l'ouest et le royaume de Brycheiniog au sud. Il incluait le royaume de Buellt qui constituait sa province sud-est. 

## Histoire
Comme le royaume de Powys le Gwerthrynion se développe dans la région où la tradition place le centre du pouvoir du  roi Vortigern au milieu du Ve siècle. le nom même du royaume est d'ailleurs dérivé du nom gallois de ce monarque « Gwrtheyrn ».
On ne connait pas son histoire ni s'il fut réellement un royaume indépendant ou vassal successivement du royaume de Powys du royaume de Brycheiniog du Gwent et même du Gwynedd
Selon l'Historia Brittonum de Nennius le premier roi fut Pascent  le 3e fils de Vortigern c'est le seul souverain sur lequel on dispose de quelques informations ses successeurs ne sont que des noms. Comme son successeur Riagath ap Pascent qui fut roi de Buellt et de Gwerthrynion vers 480/490 ?. On ne sait rien de sa vie. Son fils Idnerth ap Riagath lui succède. Les Généalogies du Jesus College MS. 20 détaille sa dynastie ainsi:
Morgant mab Ewein m howel m Rees m y Vraustud merch gloud m Pascen buellt m Gwed Gad m morvo m Elaed m Pawl m Idnerth m Riagath m Pascen m Gwrtheyrn gwrthenev. Gwrtheyrn gwrtheneu m gwidawl m Gwdoloeu m gloyw gwalltir. y gwr hwnw a wnaeth ar ymyl hafren tref. ac oe enw ef y gelwir yn gaer loew.
Dans ce contexte la fille et héritière de Gloud nommé Brawstudd épouse Arthfael ap Rhys roi de Glamorgan  ce qui permet de situer approximativement la fin du royaume au début du VIIIe siècle
Dans la Vita de Germain d'Auxerre une généalogie différente est présentée:
Gliou - Vitalinus - Vitalis - Vortigern le Mince - Pascent - Briacat - Meurci - Paul - Elaeth - Eldat - Morlud - Gwyddgant - Pascent [II] - Theodore [Tewdr]. 

## Liste des rois
- vers 455-490 : Pascent
- vers 490-520 : Briacat
- vers 520-??? : Idnerth[2]
- vers ???/520-550 : Meurig, Son fils Pawl ap Meurig lui succéda.
- vers 550-580 : Paul
- vers 580-610 : Elaeth
- vers 610-640 : Eldat
- vers 640-670 : Moriud
- vers 670-700 : Gwyddgant
- vers 700-730 : Pascent (II) [3]
- vers 730-760 : Tewdr
- vers 760-790 : Ffernfael ap Tedwr

## Sources
- (en) Mike Ashley The Mammoth Book of British Kings & Queens Robinson (Londres 1998)   (ISBN 1841190969) « Gwerthrynion-Builth   » p. 156-157.
- (en) Timothy Venning, The Kings & Queens of Wales, Mill Brimscombe Port Stroud, Amberley Publishing,, 2013 (ISBN 9781445615776), p. 126-127 Rulers of Builth and Gwerthyrnion